# Brauerei Beck & Co
De Beck's Brouwerij (Brauerei Beck GmbH & Co. KG) is een bierbrouwerij in Bremen, Duitsland.

## Geschiedenis
In 1873 werd de Beck's Brouwerij, onder de toenmalige naam Kaiserbrauerei Beck & May o.H.G., gesticht door Lüder Rutenberg, Heinrich Beck and Thomas May.
In 1875 verliet Thomas May het bedrijf waardoor de naam veranderd werd in Kaiserbrauerei Beck & Co.
De brouwerij is daarna altijd een familiebedrijf geweest, totdat deze in 2002 werd overgenomen door het Belgische Interbrew (die na een fusie in 2008 de naam Anheuser-Busch InBev kreeg) voor 1,8 miljard euro.
Beck's is Duitslands meest geëxporteerde bier en wordt in bijna 120 verschillende landen verkocht. Tot 1949 was de gehele productie bestemd voor de export, maar daarna ook voor Duitsland zelf. 
In 2010 telde de Beck's Brouwerij ongeveer 1500 medewerkers.

## Bieren
- Beck’s (Pilsener)
- Beck’s Gold (Pilsener)
- Beck’s Unfiltered
- Beck's Blue (alcoholarm bier)(voorheen Beck's Alcoholvrij)
- Beck’s Lemon Brew
- Beck’s Green Lemon
- Beck’s Green Lemon Alcoholvrij
- Beck’s Ice Lime & Mint
- Beck's Red Holunder

### Niet meer beschikbaar
- Beck’s Black Currant (gelimiteerde oplage, 2011)
- Beck’s Lime
- Beck’s Asia (gelimiteerde oplage, 2012)
- Beck’s Twisted Orange (tot 2012 onder de naam Chilled Orange)
- Beck’s Level 7 (bier gemengd met energiedrank (bevat coffeïne))

### Enkel als export
- Beck’s Premier light
- Beck’s Dark
- Beck’s NEXT (zelfde als Beck's Gold)
- Beck’s Vier
- Beck’s Oktoberfest